# Lainodon
Lainodon — викопний рід травоїдних плацентарних ссавців родини Zhelestidae, що існував у пізній крейді (85-70 млн років тому). Викопні рештки знайдені в Іспанії. Назва роду відноситься до міста Ланью.